# Ubundu (territoire)
Le territoire d'Ubundu est une entité administrative déconcentrée de la province de Tshopo en république démocratique du Congo.

## Géographie
Le territoire d'Ubundu s'étend du centre au sud de la province de laTshopo. Il est limité :
- Au nord par le territoire de Bafwasende et la ville de Kisangani
- À l'est par la province de Maniema
- À l'ouest par le territoire d'Opala
- Au sud par le territoire par les provinces de Sankuru et Maniema.

## Subdivisions
Il est constitué d'une commune, deux chefferies et neuf secteurs :
| Subdivision       | Statut    |
| ----------------- | --------- |
| Ubundu            | Commune   |
| Kirundu           | Chefferie |
| Walengola-Lilo    | Chefferie |
| Bakumu d'Obiatuku | Secteur   |
| Bakumu-Kilinga    | Secteur   |
| Bakumu-Mandombe   | Secteur   |
| Bakumu-Mangongo   | Secteur   |
| Mituku-Bamoya     | Secteur   |
| Mituku-Basikate   | Secteur   |
| Walengola-Babira  | Secteur   |
| Walengola-Baleka  | Secteur   |
| Walengola-Lowa    | Secteur   |

## Politique
Actuellement le territoire d'Ubundu compte deux députés nationaux qui sont Gaston Musemena Bongala et Etienne Masanga Igafey et quatre députés provinciaux qui sont Moise Mussa Hamadi, Gilbert Bokungu, Thomas Mesemo et Tambwe Abedi. Il est à noter que le Président de l'Assemblée Provinciale de la Tshopo est natif du territoire d'Ubundu à la personne de l'Honorable Gilbert Bokungu Isongimbi, toujours dans ce même territoire, un des fils a été élu Sénateur de la Tshopo à la personne de l'Honorable James Bayukita Makula

## Économie

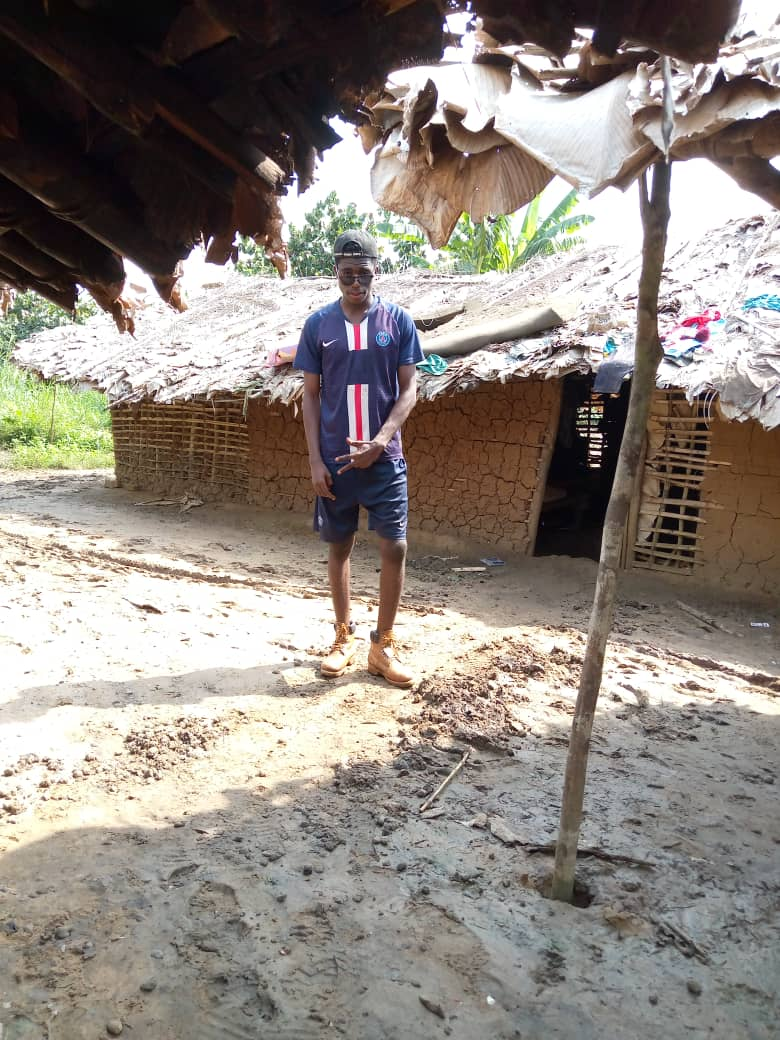
Habitations de villageois.